# Menesia palliata
Menesia palliata är en skalbaggsart som först beskrevs av Francis Polkinghorne Pascoe 1867.  Menesia palliata ingår i släktet Menesia och familjen långhorningar. Inga underarter finns listade i Catalogue of Life.